# Denise Hanke
Denise Hanke (Berlino, 31 agosto 1989) è un'ex pallavolista tedesca, nel ruolo di palleggiatrice.

## Carriera

### Club
La carriera di Denise Hanke inizia a livello giovanile nell'Olympia Berlino per poi passare al VCO Rhein-Neckar. Inizia la carriera professionistica nella stagione 2007-08 con lo Schweriner, col quale si aggiudica quattro volte la 1. Bundesliga tedesca e due volte la Coppa di Germania
Nella stagione 2013-14 passa all'Eczacıbaşı nella Voleybol 1. Ligi turca, mentre nella stagione successiva gioca nella Liga Siatkówki Kobiet polacca con l'Impel di Breslavia.
Nel campionato 2015-16 ritorna al club di Schwerin, con cui vince due scudetti, una Coppa di Germania e tre Supercoppe tedesche. Nella primavera del 2020, al termine della stagione 2019-20, annuncia il proprio ritiro dall'attività agonistica.

### Nazionale
Nel 2007 debutta nella nazionale tedesca, inizialmente come riserva di Kathleen Weiß, classificandosi al terzo posto al World Grand Prix 2009 e vincendo la medaglia d'oro all'European League 2013 e quella d'argento al campionato europeo 2013.

## Palmarès

### Club
- Campionato tedesco: 6

2008-09, 2010-11, 2011-12, 2012-13, 2016-17, 2017-18
- Coppa di Germania: 3

2011-12, 2012-13, 2018-19
- Supercoppa tedesca: 3

2017, 2018, 2019

### Nazionale (competizioni minori)
- Trofeo Valle d'Aosta 2008
- European League 2013

### Premi individuali
- 2013 - European League: Miglior servizio